# Ikony ślubne

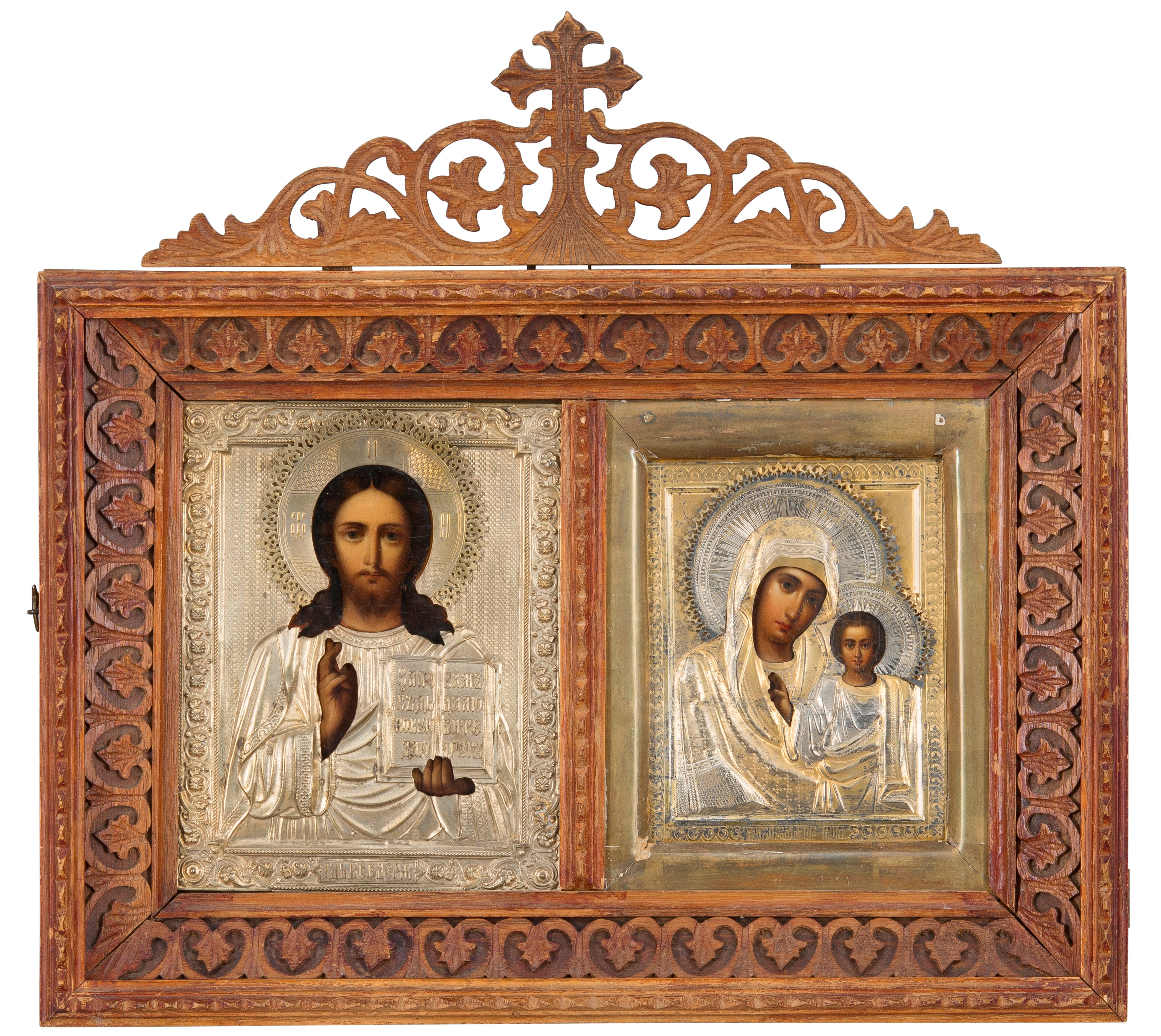
Ikony ślubne wstawione w domowy ikonostas

Ikony ślubne – w prawosławiu dwie ikony, tworzące zestaw związany ze ślubem. 
Jedna z nich przedstawia Matkę Bożą (najczęściej Kazańską), druga Jezusa Chrystusa (najczęściej Pantokratora). Oprócz głównych postaci na ikonie mogą być umieszczone wizerunki świętych patronów, Trójcy Świętej lub sceny z Ewangelii.
Ikony te zamawiane są przed ślubem i stanowią podarunek rodziców dla młodej pary.
Podczas nabożeństwa duchowny błogosławi pana młodego ikoną Chrystusa, zaś pannę młodą ikoną Matki Bożej. Przy wyjściu ze świątyni młodzi małżonkowie trzymają ikony w rękach. Później ikony umieszcza się razem w domu nowej rodziny, gdzie stają się zaczątkiem domowego ikonostasu.
Ikony ślubne pisane są zgodnie z normalnymi zasadami, żadne elementy nie identyfikują ich jako przeznaczonych na ikony ślubne. Rozdzielone - stają się zwykłymi ikonami, wchodzącymi w skład ikon rodzinnych.